# Wilmer Difo
Wilmer Francisco Difo Santos (né le 2 avril 1992 à Santiago de los Caballeros, République dominicaine) est un joueur d'arrêt-court des Nationals de Washington de la Ligue majeure de baseball.

## Carrière
Wilmer Difo signe son premier contrat professionnel en juin 2010 pour 20 000 dollars US avec les Nationals de Washington. Son premier contrat est signé à 18 ans, un âge où les jeunes joueurs dominicains n'intéressent déjà plus les dépisteurs envoyés par les clubs de la Ligue majeure de baseball. Mais après 3 ans à s'exercer avec un buscón (entraîneur sportif doublé d'un agent de joueurs en République dominicaine) du nom de William Valdez et à se présenter sans invitations aux essais organisés par des clubs professionnels, il attire l'attention de Modesto Ulloa, un des recruteurs des Nationals de Washington.
Difo commence sa carrière professionnelle en ligues mineures en 2010 avec une équipe affiliée aux Nationals en République dominicaine, avant de prendre en 2011 le chemin des États-Unis pour joindre leur club-école de la Gulf Coast League. En 2014, il évolue pour les Suns de Hagerstown, le club-école de niveau A des Nationals et est nommé meilleur joueur de la South Atlantic League après une saison où il frappe pour, 315 de moyenne au bâton avec 176 coups sûrs, 90 points produits, 49 buts volés en 58 tentatives et un pourcentage de présence sur les buts de, 360.
Il gradue au niveau Double-A des ligues mineures chez les Senators de Harrisburg en 2015. Après à peine 14 matchs joués au-dessus du niveau A des mineures, Difo passe directement de Harrisburg au plus haut niveau et fait ses débuts dans le baseball majeur pour les Nationals de Washington le 19 mai 2015. Il entre dans la rencontre comme frappeur suppléant pour son premier passage au bâton et réussit son premier coup sûr, un simple aux dépens de David Carpenter des Yankees de New York.